# Conny Méndez
Juana María de la Concepción Méndez Guzmán, (Caracas, Venezuela, 11 de abril de 1898-Miami, Estados Unidos, 26 de noviembre de 1979), más conocida como Conny Méndez, era una compositora, cantante, ensayista, caricaturista, actriz y escritora venezolana.
Tradujo los escritos de metafísica del inglés al español. Se transformó en una referente de esta enseñanza espiritual,  siendo la responsable de su difusión desde Caracas a todo el mundo de habla hispana. Autora del best seller "Metafísica 4 en 1" que es un "manual de vida" escrito en lenguaje sencillo, en el que expone las presuntas verdades que habrían enseñado Jesús y Saint Germáin. Como causa de fallecimiento se indicó un infarto agudo de miocardio.

## Biografía
Hija del poeta Eugenio Méndez y Mendoza y de Lastenia Guzmán de Méndez y Mendoza. Cursó sus estudios principales, primaria y secundaria, entre Venezuela y Nueva York, puesto que a la edad de 8 años se mudó al país norteamericano. Estudió artes plásticas en el Arte Student’s y luego música en el New School of Music.
Durante la década de 1920, a su regreso a Caracas colaboró como columnista y caricaturista en diferentes revistas y diarios, entre ellos El Nuevo Diario, Élite y Nosotras. Méndez fue de las primeras mujeres caraqueñas en practicar actividades reservadas a los hombres, como conducir y fumar en público, actitud que vendría a ratificar lo que ya hacía en su vida profesional. Fue también de las pioneras en apelar a la innovación legal del divorcio, con lo que su desparpajo trasciende lo alegórico para convertirse en divisa existencial. Viajaría por el mundo, reincidiría en el matrimonio hasta tres veces, tendría dos hijos, siete nietos y doce bisnietos.
Compuso numerosas obras musicales y realizó giras internacionales ofreciendo conciertos de canto y guitarra. Su obra musical consta de más de cuarenta composiciones, entre las que resaltan aquellas de carácter popular, sin faltar algunas de género clásico y romántico. Su tema “La negrita Marisol”, dedicado a la bailarina Yolanda Moreno, le da respetabilidad como autora, enfocándola en la creación de piezas folclóricas y populares, como “Chucho y Ceferina”, “Venezuela habla cantando”, “Soy venezolana”, “Hoy es tu día”, “Transformación”, “Oración ratona”, “Navidad criolla”, “Canción de cuna” y “La Cucarachita Martina”. Sus temas han sido interpretados por Lilia Vera, Cecilia Todd, Simón Díaz, Olga Teresa Machado, Nachy Acevedo, Los Cañoneros, entre otros.
En 1946 fundó el Movimiento de Metafísica Cristiano de Venezuela, difusor de las enseñanzas del Conde de Saint Germain, figura mítica del ocultismo europeo y de Emmet Fox. Algunos de muchos alumnos fueron: Olga Pucci, Ana Mercedes Asuage de Rugeles y Lucy Fernandez.
Al inicio de la década de los 50, trabajó como actriz en la obra "Camas separadas" de Terence Rattingam.
En su faceta de escritora destaca principalmente su libro “Memorias de una loca” resultando ser un superventas. Entre otros libros que destacan se encuentran “Piensa lo bueno y se te dará”, “Te regalo lo que se te antoje” y "El Maravilloso número 7”.
En sus últimos años, Conny Méndez se dedicó a su gran pasión: la metafísica.

## Obras

### Libros
- Metafísica al Alcance de Todos (Versión en inglés: Metaphysics for Everyone)
- Te Regalo lo que se te Antoje
- El Maravilloso Número 7
- ¿Quién es y Quién Fue el Conde de Saint Germain?
- Metafísica 4 en 1 (Versión en inglés: Power through Metaphysics) Vol. I, Vol. II y Vol. III
- El Nuevo Pensamiento (Compilación de revistas)
- ¿Qué es la Metafísica?
- El Librito Azul
- La Voz del "Yo Soy"
- La Carrera de Un Átomo
- Un tesoro más para ti (Compilación de artículos y clases)
- Piensa lo bueno y se te dará
- Numerología

### Traducciones
- El Libro de Oro de St. Germain
- Misterios Develados
- Los Secretos de Enoch (por Luisa Adrianza)
- La Mágica Presencia
- Palabras de los Maestros Ascendidos (Vols. I y II)

### Autobiografía
- La Chispa de Conny Méndez

### Música
- 1967 A mi Caracas (LP)
- 1976 Conny Méndez con el Conjunto Hermanos Oropeza - Su Mensaje, su Música y su Voz (LP, Album, gat)
- 1977 La Caraqueñísima Conny Mendez Canta Sus Canciones Volumen 1 (LP, Album)
- 1978 La Caraqueñísima Conny Méndez canta sus canciones infantiles (LP)
- 1979 La Caraqueñísima Conny Méndez Canta Sus Canciones Volumen 2 (LP, Album)
- 1979 La Caraqueñísima Conny Méndez Con Arpa, Cuatro y Maracas (LP, Album)
- 1979 La Caraqueñísima Conny Méndez Canta Sus Canciones Volumen 3 (LP, Album)
- 1998 Cien años de Amor y Luz (CD).